# Contre-la-montre féminin des juniors aux championnats du monde de cyclisme sur route 2017
Navigation
2016 2018
Le contre-la-montre féminin des juniors aux championnats du monde de cyclisme sur route 2017 a lieu sur 16,1 kilomètres le 18 septembre 2017 à Bergen, en Norvège.

## Système de qualification
Selon le système de qualification fixé par le comité directeur de l'Union cycliste internationale, « chaque nation bénéficie de 2 partants. [...] Le champion du monde, le champion olympique et les champions continentaux en titre peuvent participer en sus [de ce quota]. »

## Classement
| Rang                      | Coureuse                    | Pays        | Temps        |
| ------------------------- | --------------------------- | ----------- | ------------ |
| Médaille d'or, monde      | Elena Pirrone               | Italie      | 23 min 19 s  |
| Médaille d'argent, monde  | Alessia Vigilia             | Italie      | + 7 s        |
| Médaille de bronze, monde | Madeleine Fasnacht          | Australie   | + 43 s       |
| 4                         | Hannah Ludwig               | Allemagne   | + 46 s       |
| 5                         | Mariia Novolodskaia         | Russie      | + 1 min 9 s  |
| 6                         | Marit Raaijmakers           | Pays-Bas    | + 1 min 21 s |
| 7                         | Pfeiffer Georgi             | Royaume-Uni | + 1 min 23 s |
| 8                         | Shari Bossuyt               | Belgique    | + 1 min 24 s |
| 9                         | Letizia Paternoster         | Italie      | + 1 min 30 s |
| 10                        | Jade Wiel                   | France      | + 1 min 31 s |
| 11                        | Marie Le Net                | France      | + 1 min 36 s |
| 12                        | Ann-sofie Harsch            | Luxembourg  | + 1 min 41 s |
| 13                        | Lea Teutenberg              | Allemagne   | + 1 min 46 s |
| 14                        | Olha Kulynych               | Ukraine     | + 1 min 47 s |
| 15                        | Daria Malkova               | Russie      | + 1 min 51 s |
| 16                        | Emma Cecilie Norsgaard      | Danemark    | + 1 min 55 s |
| 17                        | Anne De Ruiter              | Pays-Bas    | + 1 min 57 s |
| 18                        | Summer Moak                 | États-Unis  | + 2 min 3 s  |
| 19                        | Laurie Jussaume             | Canada      | + 2 min 9 s  |
| 20                        | Erin Attwell                | Canada      | + 2 min 9 s  |
| 21                        | Marina Kurnossova           | Kazakhstan  | + 2 min 11 s |
| 22                        | Lara Krähemann              | Suisse      | + 2 min 12 s |
| 23                        | Alana Castrique             | Belgique    | + 2 min 18 s |
| 24                        | Sara Martin Martin          | Espagne     | + 2 min 20 s |
| 25                        | Marta Jaskulska             | Pologne     | + 2 min 21 s |
| 26                        | Hannah Gruber-stadler       | Autriche    | + 2 min 21 s |
| 27                        | Lauren Dolan                | Royaume-Uni | + 2 min 24 s |
| 28                        | Viivi Puskala               | Finlande    | + 2 min 25 s |
| 29                        | Abigail Youngwerth          | États-Unis  | + 2 min 31 s |
| 30                        | Misuzu Shimoyama            | Japon       | + 2 min 32 s |
| 31                        | Andrea Ramirez              | Mexique     | + 2 min 39 s |
| 32                        | Anastasiya Kolesava         | Biélorussie | + 2 min 52 s |
| 33                        | Juste Juskeviciute          | Lituanie    | + 2 min 57 s |
| 34                        | Karin Penko                 | Slovénie    | + 2 min 59 s |
| 35                        | Ariana Gilabert Vilaplana   | Espagne     | + 3 min 9 s  |
| 36                        | Martine Gjøs                | Norvège     | + 3 min 15 s |
| 37                        | Anzhela Solovyeva           | Kazakhstan  | + 3 min 15 s |
| 38                        | Alyssa Rowse                | Bermudes    | + 3 min 31 s |
| 39                        | Emelie Utvik                | Norvège     | + 3 min 38 s |
| 40                        | Regina Stegvilaite          | Lituanie    | + 3 min 39 s |
| 41                        | Liontin Evangelina Setiawan | Indonésie   | + 4 min 20 s |
| 42                        | Cynthia Covarrubias         | Mexique     | + 4 min 46 s |
| 43                        | Chaniporn Batriya           | Thaïlande   | + 4 min 53 s |
| 44                        | Hailu Zayd Haftu            | Éthiopie    | + 4 min 59 s |
| 45                        | Kasahun Tsadkan Gebremedhn  | Éthiopie    | + 5 min 15 s |
| DNF                       | Aksana Salauyeva            | Biélorussie |              |
| DNF                       | Kanyarat Kesthonglang       | Thaïlande   |              |